# Saint-Ouen-la-Rouërie
Saint-Ouen-la-Rouërie korábbi község Franciaországban, Ille-et-Vilaine megyében. Lakosainak száma 834 fő (2018. január 1.). Saint-Ouen-la-Rouërie Antrain, Coglès, Tremblay, Montanel és Sacey községekkel határos.
2019. január 1-jén három másik korábbi községgel egyesült és az így létrejött Val-Couesnon új község része lett.

## Népesség
A település népessége az elmúlt években az alábbi módon változott:
| Lakosok száma | 1046 | 950  | 836  | 751  | 784  | 797  | 805  | 838  | 830  | 834  |
|               | 1968 | 1975 | 1982 | 1999 | 2006 | 2011 | 2013 | 2016 | 2017 | 2018 |